# 家庭の電化
家庭の電化（かていのでんか）は、家庭用電気機械器具を導入することにより家事の省力化や、娯楽・快適性を高めること。本項にては日本家庭における電化について記述する。

## 歴史
以下は、国産品の発売年が分かるものについては発売年を参考に分けた。従って、普及率が高くなるのはもっと後である。

### 1960年以前
日本全国に電気が普及したのは、戦後である。例えば栃木県那須の農村集落に初めて電気が引かれたのは、1951年である。
戦後の1950年頃まで、日本の一般家庭に普及していた電気器具は、照明とラジオ、扇風機、アイロンくらいでそれ以外の電気製品はほとんどなく、この時点では欧米の先進国に大きく遅れをとっていた。その当時は、家事も手作業による事がほとんどであった。
家電製品は戦前から登場していたものの、本格的な普及は戦後となる。
1950年代中頃（昭和30年）以前は家庭電化製品と呼ばれていた。また、高度成長時代には、三種の神器と呼ばれた白黒テレビ、洗濯機、冷蔵庫はあこがれの的であった。
- 白熱電球（1890年、白熱舎（現：東芝）
- 電気あんか
- 電気アイロン（1915年、芝浦製作所（現:東芝））
- 扇風機（1916年、芝浦製作所（現:東芝））
- ラジオ（1924年、芝浦製作所（現:東芝））
- 電気釜（1924年）
- 電気洗濯機（1930年、芝浦製作所（現:東芝））（後の三種の神器）
- 電気冷蔵庫（1930年、芝浦製作所（現:東芝））（後の三種の神器）
- 電気蓄音機 (1931年、日本ビクター）
- 電気掃除機（1931年、芝浦製作所（現:東芝））
- 電気ミシン（1931年）
- 電気毛布（1950年）
- トースター（1950年）
- ドライヤー（1950年）
- テープレコーダー（1950年、東京通信工業、現在のソニー）
- エア・コンディショナー（クーラー）（1935年、東洋キャリア、現在の東芝キヤリア）
- 白黒テレビ受像機（1953年、シャープ）（後の三種の神器）
- トランジスタラジオ（1955年、東京通信工業）
- 電気炊飯器（自動式。1955年、東芝）
- 電気こたつ（1955年、東芝）

### 1960年代
一般家庭に本格的に電気製品が普及し始めるのは、1960年代の高度経済成長期に入ってからである。この頃から、急速に電気製品が普及し始めた。高度成長に伴う所得の増加は、家電の普及率を高めた。また、家電の普及は、家庭での消費電力を増加させた。1966年に日本初の商業用原子力発電所が東海発電所で稼働する。1960年代後半には家具調テレビをはじめとした、木目調・花柄家電が流行した。
当時の日本の電機メーカーの高い技術力により、世界でも他に例を見ないほど機能が急速に充実していき、それらも家庭に普及し、日本は世界トップクラスの家電大国となった。
- インターホン（1960年、松下電器産業（現：パナソニック））
- 食器洗い機（1960年、松下電器産業）
- トランジスタテレビ (携帯型テレビ）（1960年、ソニー）
- カラーテレビ受像機（1960年、松下電器産業）
- 空気清浄機（1963年）
- ラジカセ（1963年、日立製作所）
- 電卓（1964年、シャープ）
- 電子レンジ（1965年、松下電器産業）
- プッシュホン（1969年、電電公社）

### 1970年代
1973年に起こったオイルショックを機に、省エネルギー化が進む。また、技術進歩によりマイコンを組み込み電子制御された家電が登場する。
- 省エネルギー家電
  - 節電形蛍光灯
  - 省エネルギーテレビ受像機
  - 省エネルギー冷蔵庫
- ワードプロセッサ（1973年、東芝）
- 家庭用ファクシミリ（1973年、松下電器産業）
- ビデオテープレコーダ（1975年、ソニー）
- 家庭用ビデオカメラ（1976年、日立製作所）
- 全自動洗濯機（1977年、シャープ）
- 石油ファンヒーター （1978年、三菱電機）
- パーソナルコンピュータ（1979年、日本電気）
- 電子辞書（1979年、シャープ）
- ヘッドフォンステレオ（1979年、ソニー）

### 1980年代
1980年代はエアコンの家庭への普及率が上がり、夏期における家庭の電力消費が大幅に増大。電子制御技術の向上、バブル景気により大型・高級化などの高付加価値製品が登場する。家電のマイコン制御が進み、複雑な機能をもつ多機能家電が増えていった。娯楽家電のデジタル化もはじまり、CDは急速に従来のレコードを置き換えていった。
- 大型化
  - 大画面テレビ
  - 大型冷蔵庫
  - オーディオコンポ
- 多機能化
  - 移動型テレビ （COSMO（コスモ） 1983年三洋電機）
  - ニューメディア対応テレビ （COREシリーズ 1983年東芝、コスモメディア 1983年三洋電機、α2000 1984年松下電器）
  - パソコンテレビ （X1（CZ-200） 1983年シャープ）
- カード電卓
  - ソーラー電卓 （エルシーメイト（LC MATE） 1981年シャープ）
- 留守番電話
- 温水洗浄便座 （1980年 TOTO）
- 電子プリンタライター （1980年 ブラザー工業（事務用として））
- LDプレーヤー（1982年 パイオニア）
- CDプレーヤー（1982年 ソニー）
- 液晶テレビ（1982年 セイコーエプソン）
- 家庭用ゲーム機（ファミリーコンピュータ 1983年任天堂、SG-1000 1983年セガ）
- 電子手帳 （1983年 カシオ計算機）
- 8ミリビデオ （1985年 ソニー）

### 1990年代
1990年代は様々なデジタル通信機器が家庭にも本格的に入り込みはじめた時代である。1990年代後半になると携帯電話が急速に普及し始めた。ゲーム機も、成人がゲームをすることも珍しくなくなったことで、子供の玩具から家庭の娯楽機器の要素も持つようになっていった。また、従来は業務用機器またはホビー機器の性格が強かったパーソナルコンピュータも急速に普及し、インターネットが家庭に入り込みはじめた。一方、バブルが崩壊しこの頃から日本の家電メーカーの没落が始まる。
- 環境家電
  - 生ごみ処理機
  - 排気のきれいな掃除機
  - 節水型洗濯機
  - 有害物質を使用した部品を含まない製品
  - 省電力エアコン
  - 省電力冷蔵庫
- MDプレーヤ（1992年 ソニー）
- プラズマテレビ（1993年 富士通ゼネラル）
- コードレス電話（1994年 松下電器産業）
- DVDプレーヤ （1996年、東芝）
- ブラウン管平面テレビ（スーパーフラット・トリニトロン、1996年 ソニー）
- エンタテインメントロボット（1999年 ソニー）
- テレビ電話 （1999年、DDIポケット）
- DVDレコーダー（1999年、パイオニア）

### 2000年代
2000年代は映像情報機器・オール電化住宅が話題となる。インターネットが社会インフラとなり、ネット接続機能をもつ家電製品も現れる。アナログ放送終了とエコポイント、薄型テレビの低価格化の影響を受けてテレビが売れた。
- デジタルオーディオプレーヤー（iPodなど）
- デジタル三種の神器
  - DVDレコーダー
  - デジタルカメラ
  - 薄型テレビ
- オール電化住宅
  - 200V型IHクッキングヒータ（1990年 松下電器産業）
  - 電気式床暖房
  - 深夜電気温水器
  - エコキュート
- HDDレコーダー（2001年、東芝）
- インターネットラジオ受信機（2002年、サン電子）
- 地上デジタルテレビ放送受信機 （2003年、東芝）
- 電子書籍専用端末 （2002年、松下電器産業）
- Blu-ray Discレコーダー（2003年、ソニー）
- ウォーターオーブン（2004年、シャープ）
- BDプレーヤー（2007年、パイオニア）

### 2010年代
2010年代は福島第一原子力発電所事故によるオール電化の揺り戻しがあり、「節電」ムードが高まった。家電のコモディティ化により大手メーカーの一世代前の技術を利用する「ジェネリック家電」メーカーが台頭。一般家庭向けの家電レンタル業者により、家電をレンタルする風潮が普及しはじめる。2010年代に入ってから急激にLED照明の普及が進み、後半以降は主流の光源となる。スマートフォンと動画サイトの普及によりテレビを中心とした黒物家電が苦戦を強いられた。
- 3Dテレビ（2010年、パナソニック）
- 3D対応BDレコーダー、BDプレーヤー（2010年、パナソニック）
- 米から米粉パンを作る製パン機（2010年、三洋電機）
- 蚊取り機能付き空気清浄機（2016年、シャープ）
- スマート家電